# شهرستان اش (کارولینای شمالی)
شهرستان اش، کارولینای شمالی (به انگلیسی: Ashe County, North Carolina) یک سکونتگاه مسکونی در ایالات متحده آمریکا است که در کارولینای شمالی واقع شده‌است.

## خصوصیات
شهرستان اش ۱٬۱۰۵٫۹۳ کیلومترمربع مساحت دارد.